# Jane Clapperton
Jane Hume Clapperton (22 de septiembre de 1832-30 de septiembre de 1914) fue una filósofa británica, pionera en el control de la natalidad, socialista, reformadora social y sufragista.

## Vida y filosofía emergente
Su padre era Alexander Clapperton (m. 1849) y su madre Anne Clapperton, de soltera Hume (m. 1872). Tenía once hermanos. Su padre era un hombre de negocios de mentalidad liberal que educó a sus hijos en casa, aunque Jane fue enviada a un internado inglés cuando tenía 12 años debido a su frágil salud. Al volver a su hogar, hizo trabajos de caridad mientras permanecía soltera en casa con su madre después de que su padre muriera y sus hermanos se casaran, y luego se convirtió en una activa sufragista cuando se unió a la Unión Social y Política de Mujeres en 1907 y se convirtió en miembro de la Women's Freedom League en 1908.
Su sobrina era la principal sufragista Lettice Floyd, conocida por su relación abiertamente extraña con su compañera sufragista Annie Williams. Clapperton escribió sobre una filosofía de la evolución de la humanidad y su felicidad relacionada con un comportamiento ético que asoció con la plena libertad sexual y la igualdad para las mujeres en el hogar, el lugar de trabajo y la sociedad en general, y abogó por la inclusión social y la erradicación de la pobreza.

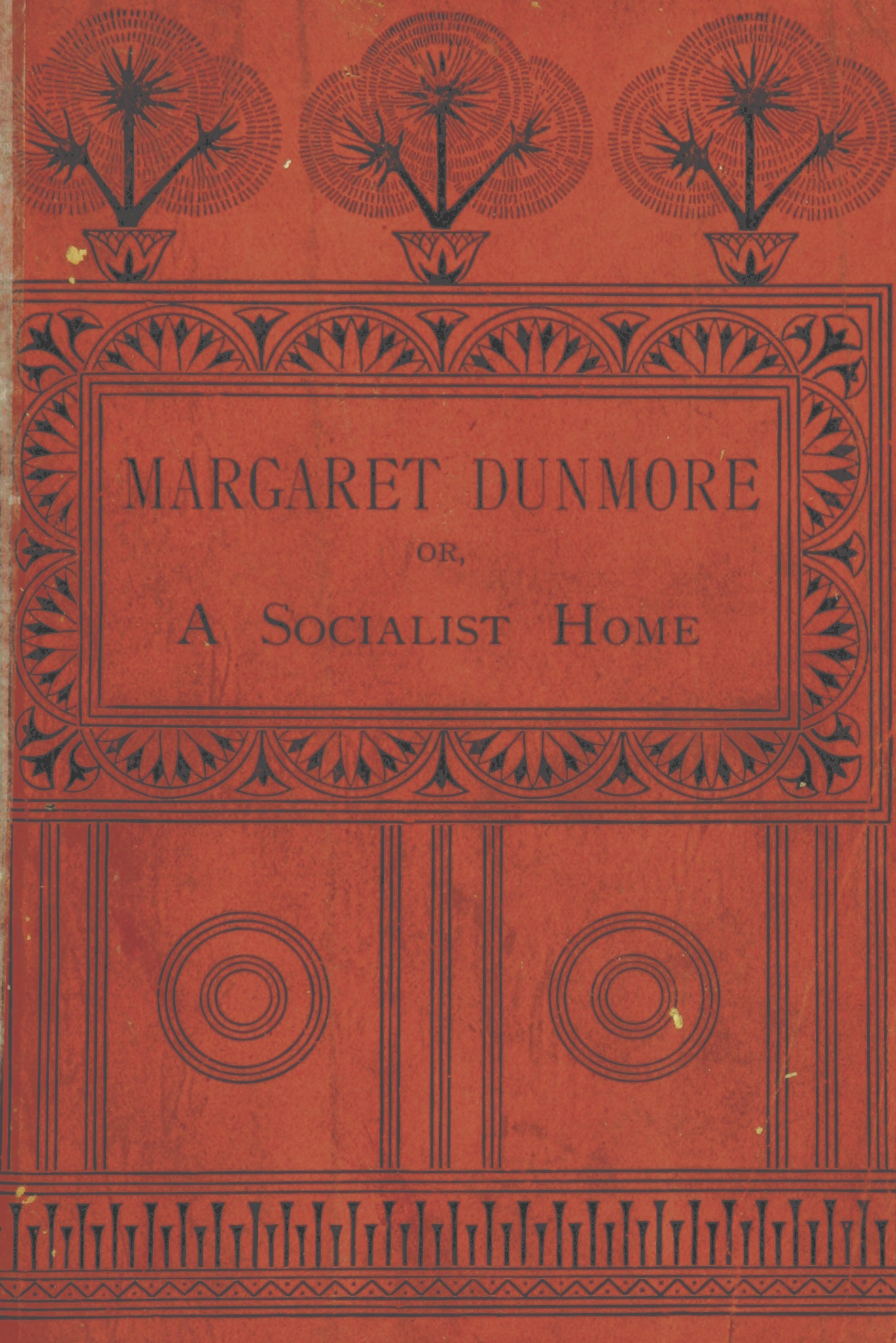
Imagen tomada de 'Margaret Dunmore: o, un hogar socialista' por Jane Hume Clapperton

Más específicamente, Clapperton escribió que a través del control y la diferenciación de los pensamientos, sentimientos y sentidos, las personas obtienen autoconocimiento y auto discipulado para satisfacer las necesidades de la comunidad.

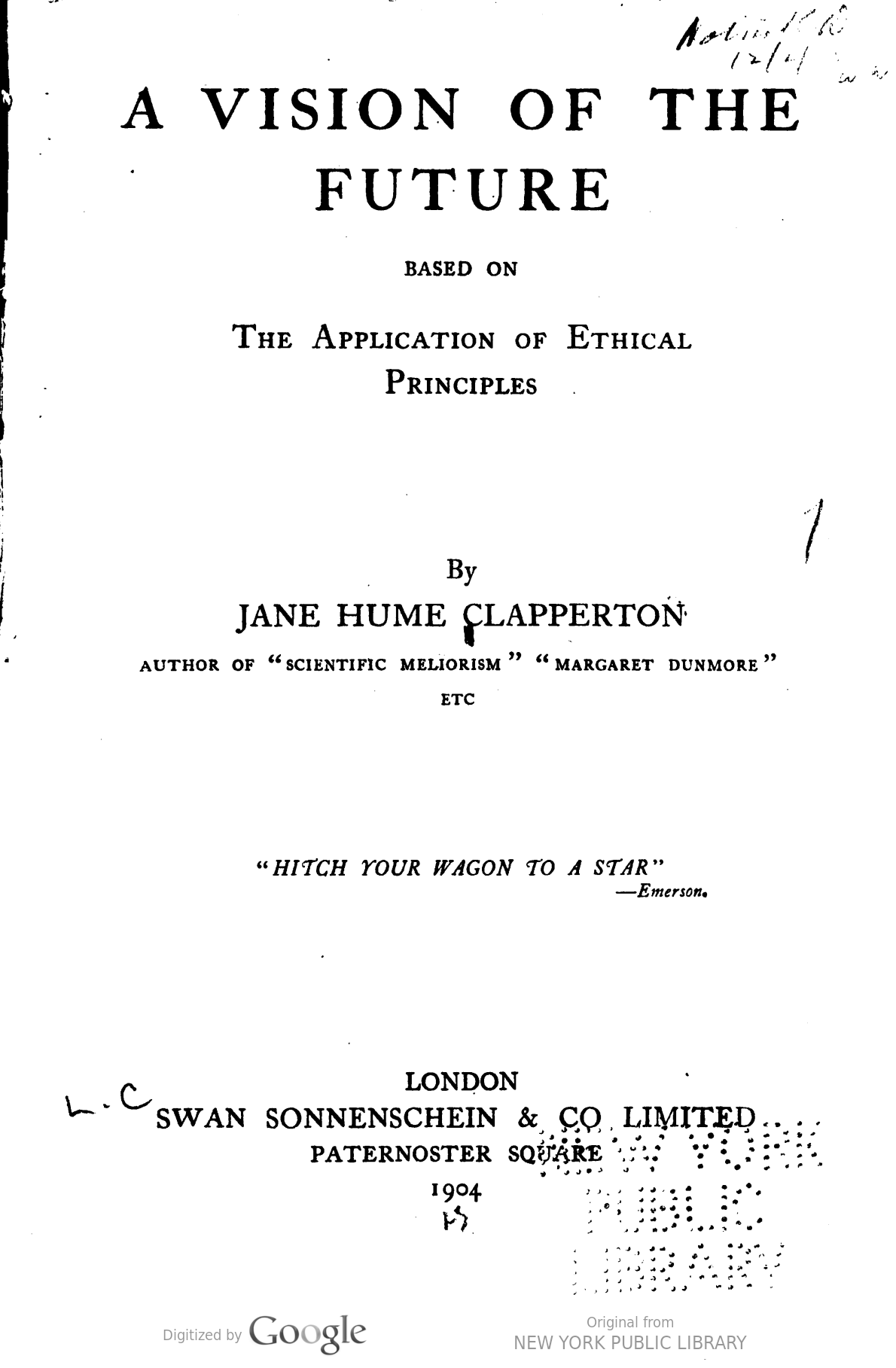
La visión del futuro basada en la aplicación de principios éticos

## Publicaciones
- Meliorismo científico y la evolución de la felicidad (1885)
- Margaret Dunsmore: o un hogar socialista (1888)
- Una visión del futuro: basado en la aplicación de principios éticos (1904)